# Аґустін Лара
Анхель Аґустін Марія Карлос Фаусто Маріано Альфонсо дель Саґрадо Корасон де Хесус Лара і Аґірре дель Піно (ісп. вимова: [aɣusˈtin ˈlaɾa] ; 30 жовтня 1897 — 6 листопада 1970), знаний як Аґустін Лара — мексиканський композитор і виконавець пісень і болеро. Він визнаний одним із найпопулярніших авторів пісень своєї епохи. Його творчість високо оцінили не лише в Мексиці, а й у Центральній та Південній Америці, на Карибах та в Іспанії. Після смерті його творчість також набула популярності в США, Італії та Японії.
За межами іспаномовного світу його найвідомішими піснями є Granada, Solamente Una Vez (Ти належиш моєму серцю) і Piensa en mí, обидві записані багатьма міжнародними співаками, зокрема Енріко Карузо, Маріо Ланца та Хосе Каррерасом.

## Біографія

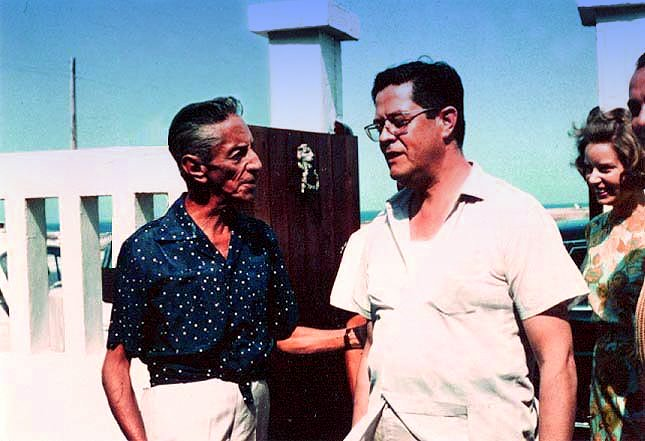
Аґустін Лара говоритьз інж. Гільєрмо Гонсалесом Камареною

Лара народився у м. Тлакоталпан, Веракрус, у родині Хоакіна Лари та Мари Аґірре дель Піно. Пізніше родині Лара довелося переїхати до Мехіко, де вони оселилися у будинку у районі Койоакан. Після смерті матері Аґустін і його брати й сестри жили в госпісі, яким керувала їхня тітка. Там відбулося його знайомство з музикою.
Першою музичною композицією Лари була Marucha, написана на честь одного з його перших кохань. 1927 року він уже працював у кабаре. Приблизно в цей час він посварився з артисткою на ім'я Естрелла, яка черкнула його по обличчю розбитою пляшкою, залишивши чіткий шрам (усмішка Ґлазґо) на його щоці. Згодом він переїхав до Пуебли, але повернувся до Мехіко в 1928 році Того ж року він почав працювати у тенора Хуана Арвісу як композитор і акомпаніатор. У вересні 1930 року Лара розпочав успішну кар'єру на радіо. Паралельно знімався і складав пісні для таких фільмів, як «Санта» .

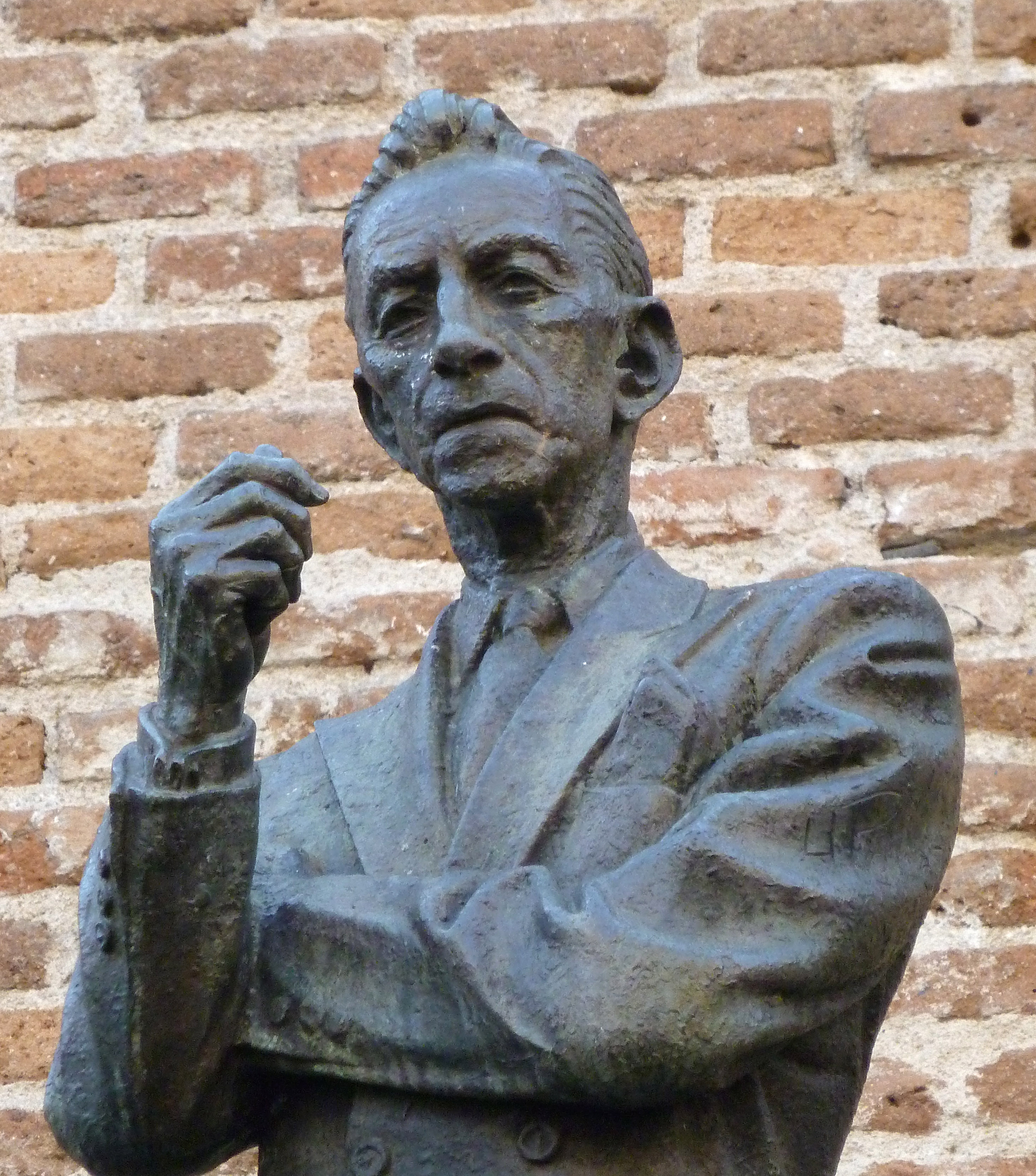
Статуя А. Лара в Мадриді, робота скульптора Умберто Пераса

Перший тур Лари на Кубу в 1933 році зазнав невдачі через політичні потрясіння на острові. Пізніше відбулися успішніші гастролі в Південній Америці; з'явилися нові композиції — Solamente Una Vez (складена в Буенос-Айресі і присвячена Хосе Мохіці), Veracruz, Tropicana і Pecadora, які збільшили його популярність.
У 1934 році він поїхав до Лос-Анджелеса, де дав кілька концертів у Каліфорнійському театрі. Пізніше він повернеувся до міста і написав пісні для музичного фільму Tropic Holiday (1938).
На початку 1940-х Лара набув популярності також в Іспанії. 1965 року іспанський диктатор Франсіско Франко подарував йому будинок у Гранаді, щоб продемонструвати свою вдячність за пісні Лари на іспанські теми, такі як Toledo, Cuerdas de mi Guitarra, Granada, Seville та Madrid. Композитор також отримав численні нагороди від різних країн світу.
Його кар'єра була зображена в мексиканському фільмі 1959 року «Життя Аґустіна Лари».
У 1968 році здоров'я Лари почало стрімко гіршати; і падіння, яке сталося 16 жовтня 1970 року, призвело до зламу його таза. Його госпіталізували під псевдонімом Карлос Флорес, але преса все одно дізналася про його госпіталізацію. Наступного дня, 17 жовтня 1970 року, у нього в ліфті сталася зупинка дихання і серцево-судинної системи під час переведення у відділення інтенсивної терапії. Він так і не прийшов до тями, і 6 листопада 1970 року помер.. Його поховали в Мехіко. За своє життя Лара написав понад 700 пісень.

## Сім'я
Аґустін був сином Хоакіна Лари та його дружини Марії Аґірре-і-Піно. У нього була тітка на ім'я Рефухіо Аґірре дель Піно та молодша сестра Марія Тереза Лара .
Був відомий численними романами. Його дружиною була акторка Марія Фелікс, якій він присвятив багато пісень. Пізніше його другий шлюб зі співачкою та актрисою Росіо Дуран (1944—2006), яку він удочерив, коли їй було 5 років, спричинив скандал. Він був вітчимом актора Енріке Альвареса Фелікса, який помер у 1996 році.
Сини Лари — Херардо Аґустін Лара Сантакрус (від його коханої Йоланди Сантакрус Гаска) і Аґустін Лара Ларрага (від актриси Віаней Ларраги, однієї з дружин Лари).

## Вибрана фільмографія
- Мелодії Америки (1941)
- Mujer en condominio (1958), включаючи пісню «Arroyito», написану та заспівану Ларою у фільмі